# Kanton Bourg-Lastic
Der Kanton Bourg-Lastic war bis 2015 ein französischer Kanton im Arrondissement Clermont-Ferrand im Département Puy-de-Dôme und in der Region Auvergne-Rhône-Alpes; sein Hauptort war Bourg-Lastic, Vertreter im Generalrat des Départements war zuletzt von 2004 bis 2015 Gilles Battut. 
Der Kanton war 201,53 km² groß und hatte (1999) 3.377 Einwohner, was einer Bevölkerungsdichte von 16,76 Einwohnern pro km² entsprach. Er lag im Mittel auf 821 Meter über dem Meeresspiegel, zwischen 538 m in Savennes und 1.002 m in Briffons. 

## Gemeinden
| Gemeinde                | Einwohner Jahr | Fläche km² | Bevölkerungsdichte | Code INSEE | Postleitzahl |
| ----------------------- | -------------- | ---------- | ------------------ | ---------- | ------------ |
| Bourg-Lastic            | 890 (2013)     | –          | – Einw./km²        | 63048      | 63760        |
| Briffons                | 295 (2013)     | –          | – Einw./km²        | 63053      | 63820        |
| Lastic                  | 107 (2013)     | –          | – Einw./km²        | 63191      | 63760        |
| Messeix                 | 1111 (2013)    | –          | – Einw./km²        | 63225      | 63750        |
| Saint-Julien-Puy-Lavèze | 378 (2013)     | –          | – Einw./km²        | 63370      | 63820        |
| Saint-Sulpice           | 90 (2013)      | –          | – Einw./km²        | 63399      | 63760        |
| Savennes                | 90 (2013)      | –          | – Einw./km²        | 63416      | 63750        |

## Bevölkerungsentwicklung
| 1962  | 1968  | 1975  | 1982  | 1990  | 1999  | 2009  |
| ----- | ----- | ----- | ----- | ----- | ----- | ----- |
| 5.911 | 6.382 | 5.203 | 4.700 | 3.723 | 3.377 | 3.055 |